# Імріх I

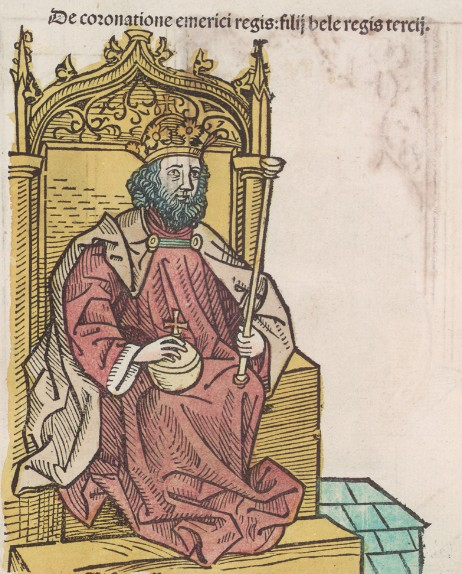
Король Угорщини Імріх I

Імріх I (Імре, Еммеріх, 1174 — 1204) — король Угорщини з 1196 до 1204 року. Походив з династії Арпадів.

## Життєпис

### Молоді роки
Був сином Бели III, короля Угорщини, та Агнес Антіохійської. Про молоді роки його мало відомостей. Вже 16 травня 1182 року Імріха було короновано на короля. Бела зробив його своїм свівволодарем, щоб передача влади старшому сину пройшла без ускладнень. З цього моменту Імріх поряд з батькам навчався державним справам. Здебільшого перебував у Хорватії та Далмації.

### Правління
У 1196 році після смерті батька Імріх став новим королем Угорщини. Першочерговим своїм завданням він бачив розширення своєї влади у Південно-Східній Європі. Втім початку активних дій завадила суперечка з молодшим братом Андрієм, який мав претензії на угорську корону. Незабаром Андрій зібрав війська й почав війну з королем Імріхом. Допомогу заколотникові надав Леопольд VI Бабенберг, герцог Австрійський. У 1197 році при Мечині відбулася битва між королівськими військами та армією Андрія, в якій останній здобув перемогу. Після цього було укладено угоду, за якою Андрій отримав владу над Хорватією та Далмацією. На деякий час встановилося замирення. Але у 1199 році принц Андрій розпочав нову війну проти Імріха, намагаючись знову стати королем.
Король Імріх, уклавши союз з папою римським Іннокентієм III, привернув на свою сторону церкву, а з її допомогою багатьох угорських баронів. Влітку 1199 року королівські війська при Раді розбили заколотників, а Андрій втік до Австрії.
Після цього у 1201 році було розпочато військові дії на Балканах під приводом боротьби з богомильством. Король Імре змовився з Вуканом, жупаном Діоклеї проти володаря Сербії Стефана II, зміг скинути останнього й посади Вукана на сербський трон як свого васала. Після цього Імріх прийняв титул короля Сербії.
Водночас угорські війська встановили контроль над містом Задар, патроном якого була Венеційська республіка. Втім, уже у 1202 році, армія хрестоносців на прохання Енріко Дандоло, дожа Венеції захопила це місто й повернула його венеційцям. Король Імріх не зміг цьому завадити.
У 1203 році угорські війська зазнали також поразки у Сербії та Болгарії. Цар Калоян розбив угорських загарбників і допоміг Стефану II повернути собі владу над Сербією.
Утім, 8 квітня 1203 року Кулін, володар Боснії, визнав себе васалом угорського короля. Це були останні здобутки короля Імріха. В цьому ж році до країни вдерся з великою потугою брат короля Андрій. Не маючи змоги протидіяти йому, Імріх I здався при Варасді. Андрій захопив владу в країні. Але згодом Імріху вдалося втекти та повернути собі владу. Врешті решт Імріх коронував свого сина Ласло на короля (24 серпня 1204 року). Опікуватися доручив братові Андрію.
30 листопада 1204 року король Імріх I помер й був похований в Егері.

## Родина
Дружина — Констанція (1179—1222), донька Альфонсо II, короля Арагону.
Діти:
- Ласло (1200—1205)